# Antigone (film 2019)
Antigone è un film del 2019 diretto da Sophie Deraspe.
È la trasposizione cinematografica dell’omonima tragedia di Sofocle questa volta ambientata in Québec, in Canada.

## Trama
Antigone è una studentessa modello che conduce una vita tranquilla fungendo da unione tra tutta la sua famiglia. Quando il fratello Étéocle viene ingiustamente accusato dalla Polizia e l’altro fratello Polinice arrestato, l’intera famiglia di Antigone attraverserà un momento di grande disperazione.

## Presentazione
Il film è stato presentato al Toronto International Film Festival nel 2019 dove è stato premiato come Miglior Film Canadese.

## Distribuzione
Il film è stato distribuito nelle sale cinematografiche italiane il 4 novembre 2021.